# Certima unilineata
Certima unilineata är en fjärilsart som beskrevs av W. Warren 1897. Certima unilineata ingår i släktet Certima och familjen mätare. Inga underarter finns listade i Catalogue of Life.